# IJzer(II)fosfaat
IJzer(II)fosfaat, Fe3(PO4)2, is een ijzerzout van fosforzuur.

## Reactie
Het kan worden gevormd door de reactie met ijzerhydroxide met fosforzuur, waarbij het gehydrateerde ijzer(II)fosfaat gevormd wordt.

## Natuurlijk voorkomen
Het mineraal vivianiet is een natuurlijk voorkomende vorm van het ijzer(II)fosfaat hydraat.